# بوب هاوورث
بوب هاوورث (بالإنجليزية: Bob Haworth)‏ (26 يونيو 1897 في المملكة المتحدة - 1962) هو لاعب كرة قدم بريطاني (وحمل سابقاً جنسية المملكة المتحدة لبريطانيا العظمى وأيرلندا) في مركز الدفاع. لعب مع بولتون واندررز ونادي أكرينغتون ستانلي وAtherton Collieries A.F.C. ‏.اشتهر باللعب مع بولتون واندررز ، حيث شارك في أكثر من 300 مباراة في دوري كرة القدم. لعب مع الفريق في نهائيات كأس الاتحاد الإنجليزي 1923 و1926 و1929.